# Oxystomina cobbi
Oxystomina cobbi is een rondwormensoort uit de familie van de Oxystominidae.